# Ebbenhouten Schoen 2003
De verkiezing van de Ebbenhouten Schoen 2003 werd op 16 mei 2003 gehouden. Aruna Dindane won de Belgische voetbaltrofee voor de eerste keer. De Ivoriaanse aanvaller kreeg de trofee uit handen van toenmalig bondscoach Aimé Antheunis.

## Winnaar
RSC Anderlecht greep in 2003 net naast de titel, maar toch kozen de stemgerechtigden bij de Ebbenhouten Schoen voor Aruna Dindane. De aanvaller van Anderlecht had er met 6 doelpunten niet zijn meest productieve seizoen opzitten, maar had met zijn dribbels wel bewezen dat hij tot de top in België behoorde. De attractieve speelstijl van Aruna leverde hem veel punten op in het referendum. Voor Aruna was de Ebbenhouten Schoen de eerste uit hele reeks prijzen. Want in het jaar na zijn Ebbenhouten Schoen kreeg hij de Gouden Schoen, de trofee voor Profvoetballer van het Jaar en veroverde hij met Anderlecht ook de titel. Sambegou Bangoura werd voor het tweede jaar op rij tweede in de uitslag.

## Uitslag
| Nr.             | Land                                       | Naam                  | Club(s)            | Punten     |
| Finalisten      | Finalisten                                 | Finalisten            | Finalisten         | Finalisten |
| --------------- | ------------------------------------------ | --------------------- | ------------------ | ---------- |
| 1.              | Vlag van Ivoorkust                         | Aruna Dindane         | RSC Anderlecht     | 223        |
| 2.              | Vlag van Guinee                            | Sambegou Bangoura     | KSC Lokeren        | 158        |
| 3.              | Vlag van Sierra Leone                      | Paul Kpaka            | Germinal Beerschot | 147        |
| 4.              | Vlag van Ivoorkust                         | Yaya Touré            | SK Beveren         | 100        |
| 5.              | Vlag van Ivoorkust                         | Arouna Koné           | Lierse SK          | 77         |
| Vervolg uitslag |                                            |                       |                    |            |
| 6.              | Vlag van Ivoorkust                         | Doba Lezou            | KSC Lokeren        | 24         |
| 7.              | Vlag van Guinee-Bissau · Vlag van Portugal | Almami Moreira        | Standard Luik      | 22         |
| "               | Vlag van Ivoorkust                         | Gilles Yapi Yapo      | SK Beveren         | 22         |
| 9.              | Vlag van Rwanda                            | Désiré Mbonabucya     | Sint-Truiden VV    | 18         |
| 10.             | Vlag van Congo-Kinshasa · Vlag van België  | Gabriel Ngalula Mbuyi | RSC Anderlecht     | 10         |

1992 · 1993 · 1994 · 1995 · 1996 · 1997 · 1998 · 1999 · 2000 · 2001 · 2002 · 2003 · 2004 · 2005 · 2006 · 2007 · 2008 · 2009 · 2010 · 2011 · 2012 · 2013 · 2014 · 2015 · 2016 · 2017 · 2018 · 2019 · 2020 · 2021 · 2022 · 2023 · 2024